# Vänstern, Småland
Vänstern är en sjö i Tranås kommun i Småland och ingår i Motala ströms huvudavrinningsområde. Sjön har en area på 3,22 kvadratkilometer och ligger 186,9 meter över havet. Sjön avvattnas av vattendraget Noån.

## Delavrinningsområde
Vänstern ingår i det delavrinningsområde (643621-143773) som SMHI kallar för Utloppet av Vänstern. Medelhöjden är 205 meter över havet och ytan är 20,37 kvadratkilometer. Räknas de 4 delavrinningsområdena uppströms in blir den ackumulerade arean 45,29 kvadratkilometer. Noån som avvattnar avrinningsområdet har biflödesordning 3, vilket innebär att vattnet flödar genom totalt 3 vattendrag innan det når havet efter 209 kilometer. Delavrinningsområdet består mestadels av skog (68 %). Avrinningsområdet har 3,18 kvadratkilometer vattenytor vilket ger det en sjöprocent på 15,6 %.